# Битва в Дунайській дельті
Би́тва в Дуна́йській де́льті — бій з кінця січня до початку лютого 1918 року між збройними силами Румунії та флотом з одного боку і більшовиками та Дунайською флотилією — з іншого. Військові дії велися в дельті Дунаю і Буджаку, метою румунів було зайняти Кілію і Вилкове.
Молдовська Демократична Республіка була проголошена наприкінці 1917 року, після розпаду Російської імперії, на території колишньої Бессарабської губернії. МДР була проголошена як автономна республіка у складі Російської Демократичної Федеративної Республіки. Ситуація в державі була нестабільною, центральна влада не контролювала периферію, зросла криміногенна обстановка. У зв'язку з цим почалися неафішовані в пресі переговори лідерів МДР і Румунського королівства, а 28 грудня у Сфатул Церії відбулося голосування, на якому було прийнято рішення про введення румунських військ в Бессарабію. На думку ініціаторів голосування і румунської сторони, це було необхідно для запобігання заворушень.
Однак Румунське королівство не збиралося віддавати Бессарабію більшовикам, а населення регіону опиралося введенню військ сусідньої держави на їх територію. Тому після того, як стало відомо про підготовку румунської інтервенції, в Молдові почалося формування загонів ополчення. Важка ситуація складалася в Буджаку, де нероманомовне населення становило більшість. Зокрема, це стосувалося Придунав'я.
Румунські війська також готувалися до введення військ в Бессарабію. На початку січня на румунсько-молдовському кордоні сталося кілька інцидентів. Вже 6 січня румуни впритул підійшли до міста Кишинів, але молдовські ополченці і частини фронтвідділу Румчероду зупинили їх. Наступ румунів на півдні Бессарабії почався 10 січня. Після того, як румунські війська зайняли Болград та Ізмаїл, 23 січня Румчерод офіційно оголосив Королівству Румунія війну.
25 січня після боїв румунським військам була здана Кілія — один з найважливіших портів. Слідом за цим румунські частини розгорнули наступ до міста Вилкове. Їх спробували зупинити матроси Дунайської флоту, яких підтримало місцеве населення. Пізніше з Севастополя до Дунаю більшовиками було вислано підкріплення чисельністю 1000 чоловік. 30 січня румунські війська впритул підійшли до Вилкового, і бої почалися безпосередньо в місті. Оборону Вилкового очолив Анатолій Железняков, відомий як матрос Желєзняк.
Вилкове потрапило під контроль Королівства Румунія тільки на початку лютого. Солдати, які обороняли його відступили до Аккерману, чим звільнили румунським військам дорогу до Дністровського лиману. Після взяття міста, румунські частини розгорнули наступ на Татарбунари. До початку березня під контроль Королівства Румунія потрапила вся Бессарабія. 27 березня МДР увійшла до складу Королівства Румунія, а 10 вересня того ж року була скасована.